# Guðmundur Hrafnkelsson
Guðmundur Hrafnkelsson, né le 22 janvier 1965 à Reykjavik, est un handballeur islandais évoluant au poste de gardien de but. Recordman de sélection avec l'équipe nationale d'Islande, il a également été le porte-drapeau de l'Islande aux Jeux olympiques d'été de 2004.

## Palmarès

### Équipe nationale
Jeux olympiques
- 8e place aux Jeux olympiques 1988 de Séoul
- 4e place aux Jeux olympiques 1992 de Barcelone
- 9e place aux Jeux olympiques 2004 d'Athènes

Championnats d'Europe
- 11e place au Championnat d'Europe 2000

Championnats du monde
- Vainqueur au Championnat du monde B 1989
- 10e place au Championnat du monde 1990
- 8e place au Championnat du monde 1993
- 14e place au Championnat du monde 1995
- 15e place au Championnat du monde 1997
- 7e place au Championnat du monde 2003

Autres
- 4e place aux Goodwill Games de 1986
- 4e place à la Coupe du monde des nations 1988 (de)
- 5e place aux Goodwill Games de 1990
- 7e place à la Coupe du monde des nations 1999 (de)
- 8e place à la Coupe du monde des nations 2002 (de)

### Distinction personnelle
- Recordman de sélection en équipe nationale d'Islande avec 407 sélections[1]